# Candidatura de Lillehammer aos JOJ de Inverno de 2016
Lillehammer 2016 foi a candidatura da cidade de Lillehammer, Comité Olímpico e Paralímpico Norueguês e da Confederação de Desportos para acolher os Jogos Olímpicos de Inverno da Juventude de 2016. Como única candidata, esta cidade da Noruega acabou por ser confirmada como vencedora a 7 de Dezembro de 2011.

## História

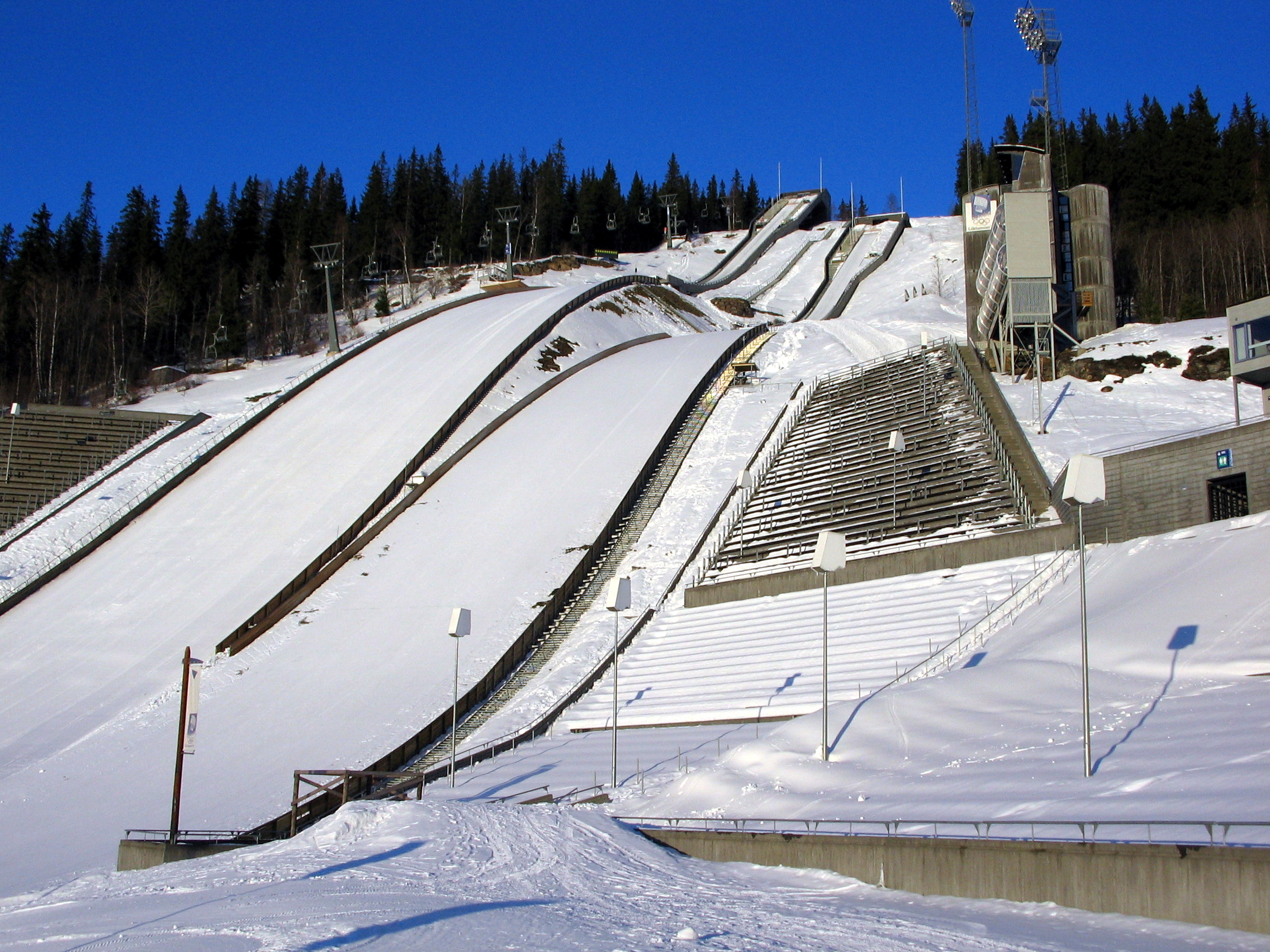
Colina de saltos de esqui usada nos Jogos Olímpicos de Inverno de 1994

Lillehammer apresentou a sua candidatura em 2010, depois de uma discussão sobre essa possibilidade no início desse ano. O prazo de apresentação de candidaturas foi Dezembro de 2010, altura na qual o Comité Olímpico Internacional (COI) confirmou que os noruegueses estavam sozinhos na corrida a sediar os Jogos. Antes, Lillehammer já havia concorrido à primeira edição das Olimpíadas de Inverno da Juventude (2012), mas na altura foi excluída e ganhou Innsbruck, na Áustria. As datas do evento serão entre 12 e 21 de Fevereiro de 2016, exactamente 22 anos depois dos Jogos Olímpicos de Inverno de 1994, também realizados em Lillehammer. No dia 11 de Novembro de 2011, a Comissão de Avaliação do COI apresentou o resultado de avaliação à candidatura da cidade norueguesa, que cerca de um mês depois (7 de Dezembro) foi confirmada como sede dos Jogos Olímpicos de Inverno da Juventude de 2016.
Lillehammer foi sede dos Jogos Olímpicos de Inverno de 1994, e candidatou-se à edição de 1992, mas não chegou à ronda final que elegeu Albertville (França). Quanto às Olimpíadas da Juventude, Lillehammer tentou sediar a edição inaugural em 2012, sendo porém excluída, para depois Innsbruck ser eleita.